# AS Saint-Étienne
Association Sportive de Saint-Étienne Loire, beter bekend als AS Saint-Étienne, is een Franse voetbalclub, opgericht in 1920 en uitkomend in de Ligue 1. De club speelt zijn thuiswedstrijden in Stade Geoffroy-Guichard.
Eind jaren 60 tot halverwege de jaren 70 behaalde de club zijn grootste successen, waaronder de winst van de Intertoto Cup en diverse landstitels. Ook werd in seizoen 1975/76 de Europacup I-finale gehaald, die met 1–0 werd verloren van Bayern München. Saint-Étienne won tien landstitels.

## Geschiedenis

### Beginjaren
Kort na de oprichting van de Franse voetbalbond op 9 april 1919 richtte het bedrijf Groupe Casino een sportafdeling op onder de naam Amicale des employés de la Société des magasins Casino. Naast voetbal werd er ook basketbal en atletiek beoefend. In 1920 besliste de voetbalbond dat er geen commerciële namen in een clubnaam mochten staan. Om de club de initialen ASC wilde behouden werd gekozen voor de nieuwe naam Amical Sporting Club. Zeven jaar later werd Pierre Guichard, zoon van Geoffroy Guichard, oprichter van Groupe Casino, voorzitter van de club. Amical Sporting Club fusioneerde met Stade Forézien Universitaire en nam de naam Association sportive stéphanoise aan.
In juli 1933 nam de club de naam Association Sportive de Saint-Étienne aan en werd professioneel. Saint-Étienne schreef zich in voor het kampioenschap van de tweede klasse in 1933/34 en werd vicekampioen achter Olympique Alès. Het volgende seizoen eindigde de club in de middenmoot, maar daarna streed AS weer mee voor de promotie, die eindelijk werd afgedwongen in 1938. De promotie bleef onzeker tot op de laatste speeldag. In de laatste wedstrijd tegen US Tourcoing stond het bij de rust 2–2, maar na de tweede helft stond het 7–2 en eindigde de club tweede in de stand achter Le Havre AC.
Jean Snella kwam over van Olympique Lillois om de club te versterken in de hoogste divisie en de club eindigde op de vierde plaats. Hierna brak de Tweede Wereldoorlog uit en het Franse kampioenschap werd in regionale reeksen gespeeld en geldt niet als officieel. De club had weinig succes in deze periode.

### Gouden periode
Na de oorlog ging Saint-Étienne opnieuw van start in de hoogste divisie en werd vicekampioen met één punt achterstand op fusieclub Lille OSC. De volgende seizoenen wisselde de club tussen een subtopplaats of een plaats in de middenmoot. Midden jaren vijftig ging het steeds beter met de club en in 1955 won de club zijn eerste trofee, de Coupe Charles Drago. In 1955/56 werd de club gedeeld derde, maar slechts op twee punten achterstand van kampioen OGC Nice. Het volgende seizoen werd de eerste landstitel binnen gehaald. Hierdoor mocht de club voor het eerst Europa in, maar de Glasgow Rangers schakelden de club meteen uit. In de competitie eindigde de club de volgende seizoenen in de middenmoot. In 1960 werd de finale van de beker bereikt en daarin verloor de club van AS Monaco. Na een vijfde plaats in 1960/61 degradeerde de club het volgende seizoen. Wel werd de beker gewonnen tegen FC Nancy en kon de club dus als tweedeklasser Europees spelen. In de achtste finales was 1. FC Nürnberg echter te sterk voor de club.
Na één seizoen promoveerde de club echter terug, samen met FC Nantes dat tot 2007 onafgebroken in de hoogste klasse zou blijven. Saint-Étienne verbaasde iedereen door als promovendus landskampioen te worden. Nog vreemder was dat Nantes de volgende twee titels voor zijn rekening nam. In 1967 loste Saint-Étienne Nantes af als kampioen en werd vier keer op rij landskampioen, waarvan ook twee keer de dubbel werd binnengehaald. Europees kon de club echter geen enkele keer verder dan de tweede ronde geraken. In 1968 en 1970 eindigde de club zelfs met elf punten voorsprong op de vicekampioen en in deze tijd telde een overwinning nog maar voor twee punten. Na een tweede plaats in 1970/71 moest de club twee seizoenen tevreden zijn met een plaats buiten het podium. Na een nieuwe titel in 1973/74 zette de club zich voor het eerst op de Europese kaart. Nadat eerst Sporting Portugal werd uitgeschakeld leek het Europees avontuur andermaal te eindigen in de tweede ronde na een 4–1 nederlaag tegen Hajduk Split, maar in de terugwedstrijd trok de club dit goed door met 5–1 te winnen. Ook tegen het Poolse Ruch Chorzów moest de club een nederlaag rechttrekken en in de halve finale moest de club uiteindelijk zijn meerdere erkennen in Bayern München, dat midden jaren zeventig de sterkste club van Europa was. Sinds de Europese finales van Stade de Reims in de begindagen van het Europese voetbal stonden de Franse clubs in de schaduw van die van de Spaanse, Portugese, Engelse, Duitse, Italiaanse en zelfs Nederlandse en Belgische. Deze goede prestatie van een Franse club werd als een uitschieter gezien.
Ook het volgende seizoen werd de landstitel binnen gehaald. In de Europacup won de club zijn vier eerste wedstrijden tegen de twee tegenstanders en stuitte dan op verzet van Sovjetclub Dynamo Kiev in de kwartfinale, maar kon uiteindelijk nog winnen. In de halve finale werd PSV Eindhoven opzij gezet en in de finale trof de club opnieuw het onoverwinnelijke Bayern München dat ook dit keer won. Na een nieuwe titel in 1975/76 werd de club uitgeschakeld in de kwartfinale van de Europacup door Liverpool FC, dat de volgende jaren het Europees voetbal zou domineren. In 1977 won de club voor de zesde en tot dusver laatste keer de Franse beker. Na enkele subtopplaatsen werd in 1980/81 de voorlopig laatste landstitel gewonnen. In de UEFA Cup-edities van 1980 en 1981 bereikte de club twee keer de kwartfinale en gaf onder andere voetballes aan grote clubs als PSV (6–0) en HSV (5–0). Het jaar na de laatste titel werd de club nog vicekampioen met een punt achterstand op Monaco. In de UEFA Cup werd de club door Bohemians Praag uitgeschakeld. Het zou nog meer dan twintig jaar duren vooraleer er opnieuw Europees gespeeld werd.

### Donkere jaren en herstel
In de competitie ging het snel bergaf en in 1983/84 degradeerde de club naar de Division 2. De club kon de afwezigheid bij de elite tot twee seizoenen beperken. In het tweede seizoen na de terugkeer werd de vierde plaats bereikt. Daarna zakte de club weg in de middenmoot. Les verts konden nog een keer in de top 10 eindigden voor een nieuwe degradatie wenkte in 1994/95. Uiteindelijk werd Saint-Étienne gered doordat Olympique Marseille niet mocht promoveren, maar het was slechts uitstel van executie: een jaar later degradeerde de club.
In de tweede klasse liep het niet vlot en in het eerste seizoen eindigde de club slechts twee punten boven de degradatiezone. Ook het volgende seizoen deed de club het niet goed maar in 1999 werd de titel behaald. De terugkeer bij de elite verliep bijzonder goed met een zesde plaats, maar de club moest het volgende seizoen opnieuw een stap terugzetten. Opnieuw kon de club na drie seizoenen terugkeren naar de hoogste klasse en werd daar zesde. Hierdoor kon de club deelnemen aan de Intertoto cup, maar werd daar in de tweede ronde uitgeschakeld door het Roemeense CFR Cluj. Na twee middenmootseizoenen werd de club in 2007/08 vijfde en plaatste zich zo voor de UEFA Cup. De club werd groepswinnaar in een groep met Valencia CF en schakelde in de derde ronde Olympiakos Piraeus uit. In de achtste finale kwam de club tegen Werder Bremen uit en verloor de heenwedstrijd met 0–1. De tweede wedstrijd eindigde in een 2–2 gelijkspel en zodoende was Saint-Étienne uitgeschakeld. Datzelfde seizoen presteerde Saint-Étienne zeer ondermaats en eindigde het slechts drie punten boven de degradatiestreep en klasseerde het als zeventiende. Ook het seizoen daarop eindigden ze als zeventiende, ditmaal met een uiteindelijke voorsprong van acht punten. Vanaf 2010 ging het beter. In het seizoen 2010/11 eindigde het namelijk als tiende en zette het de lijn naar boven voort door in 2012 als zevende te eindigen. In het seizoen 2012/13 eindigde de club op een knappe vijfde plaats, waardoor het in 2013/14 in de UEFA Europa League uitkwam. In de seizoenen 2014/15, 2015/16, 2016/17 en 2019/20 speelde de club opnieuw in de UEFA Europa League.
In 2022 eindigde de club derde laatste. De club speelde barrages tegen tweedeklasser AJ Auxerre en verloor deze na strafschoppen waardoor de club na achttien jaar opnieuw uit de hoogste klasse verdween.

## Erelijst
- Division 1 (10x)

1957, 1964, 1967, 1968, 1969, 1970, 1974, 1975, 1976, 1981
- Division 2/Ligue 2 (3x)

1963, 1999, 2004
- Coupe de France (6x)

1962, 1968, 1970, 1974, 1975, 1977
- Coupe de la Ligue (1x)

2013
- Trophée des Champions (5x)

1957, 1962, 1967, 1968, 1969
- Coupe Charles Drago (2x)

1955, 1958
- Intertoto Cup (1x)

1972 (groepswinnaar)

## Eindklasseringen
- 1946 2e
Division Nationale
- 1947 11e
Division Nationale
- 1948 4e
Division Nationale
- 1949 8e
Division Nationale
- 1950 11e
Division Nationale
- 1951 7e
Division Nationale
- 1952 9e
Division Nationale
- 1953 11e
Division Nationale
- 1954 5e
Division Nationale
- 1955 7e
Division Nationale
- 1956 4e
Division Nationale
- 1957 1e
Division Nationale
- 1958 7e
Division Nationale
- 1959 6e
Division Nationale
- 1960 12e
Division Nationale
- 1961 5e
Division Nationale
- 1962 17e
Division Nationale
- 1963 1e
Division Interrégionale
- 1964 1e
Division Nationale
- 1965 7e
Division Nationale
- 1966 5e
Division Nationale
- 1967 1e
Division Nationale
- 1968 1e
Division Nationale
- 1969 1e
Division Nationale
- 1970 1e
Division Nationale
- 1971 2e
Division Nationale
- 1972 6e
Division Nationale
- 1973 4e
Division 1
- 1974 1e
Division 1
- 1975 1e
Division 1
- 1976 1e
Division 1
- 1977 5e
Division 1
- 1978 7e
Division 1
- 1979 3e
Division 1
- 1980 3e
Division 1
- 1981 1e
Division 1
- 1982 2e
Division 1
- 1983 14e
Division 1
- 1984 18e
Division 1
- 1985 2e
Division 2
- 1986 1e
Division 2
- 1987 16e
Division 1
- 1988 4e
Division 1
- 1989 14e
Division 1
- 1990 15e
Division 1
- 1991 13e
Division 1
- 1992 10e
Division 1
- 1993 7e
Division 1
- 1994 11e
Division 1
- 1995 18e
Division 1
- 1996 19e
Division 1
- 1997 17e
Division 2
- 1998 17e
Division 2
- 1999 1e
Division 2
- 2000 6e
Division 1
- 2001 17e
Division 1
- 2002 13e
Division 2
- 2003 9e
Ligue 2
- 2004 1e
Ligue 2
- 2005 6e
Ligue 1
- 2006 13e
Ligue 1
- 2007 11e
Ligue 1
- 2008 5e
Ligue 1
- 2009 17e
Ligue 1
- 2010 17e
Ligue 1
- 2011 10e
Ligue 1
- 2012 7e
Ligue 1
- 2013 5e
Ligue 1
- 2014 4e
Ligue 1
- 2015 5e
Ligue 1
- 2016 6e
Ligue 1
- 2017 8e
Ligue 1
- 2018 7e
Ligue 1
- 2019 4e
Ligue 1
- 2020 17e
Ligue 1
- 2021 11e
Ligue 1
- 2022 18e
Ligue 1
- 2023 8e
Ligue 2
- 2024 3e
Ligue 2
- 2025 17e
Ligue 1

- Niveau 1
- Niveau 2

| Seizoen   | №  | Clubs | Divisie | Duels | Winst | Gelijk | Verlies | Doelsaldo | Punten | Tsch   |
| --------- | -- | ----- | ------- | ----- | ----- | ------ | ------- | --------- | ------ | ------ |
| 2012–2013 | 5  | 20    | Ligue 1 | 38    | 16    | 15     | 7       | 60–32     | 63     | 22.966 |
| 2013–2014 | 4  | 20    | Ligue 1 | 38    | 20    | 9      | 9       | 56–34     | 69     | 30.595 |
| 2014–2015 | 5  | 20    | Ligue 1 | 38    | 19    | 12     | 7       | 51–30     | 68     | 32.256 |
| 2015–2016 | 6  | 20    | Ligue 1 | 38    | 17    | 7      | 14      | 42–37     | 58     | 30.328 |
| 2016–2017 | 8  | 20    | Ligue 1 | 38    | 12    | 14     | 12      | 41–42     | 50     | 25.803 |
| 2017–2018 | 7  | 20    | Ligue 1 | 38    | 15    | 10     | 13      | 47–50     | 55     | 28.142 |
| 2018–2019 | 4  | 20    | Ligue 1 | 38    | 19    | 9      | 10      | 59–41     | 66     | 28.400 |
| 2019–2020 | 17 | 20    | Ligue 1 | 28    | 8     | 6      | 14      | 29–45     | 30     | 24.326 |
| 2020–2021 | 11 | 20    | Ligue 1 | 38    | 12    | 10     | 16      | 42–54     | 46     | --     |
| 2021–2022 | 18 | 20    | Ligue 1 | 38    | 7     | 11     | 20      | 42–77     | 32     | 21.806 |
| 2022–2023 | 8  | 20    | Ligue 2 | 38    | 15    | 11     | 12      | 63-57     | 53     | --     |
| 2023–2024 | 3  | 20    | Ligue 2 | 38    | 19    | 8      | 11      | 48-31     | 65     | --     |
| 2024–2025 | 17 | 18    | Ligue 1 | 34    | 8     | 6      | 20      | 39-77     | 30     | --     |

## AS Saint-Étienne in Europa
Saint-Étienne speelt sinds 1957 in diverse Europese competities. Hieronder staan de competities en in welke seizoenen de club deelnam:
- Europacup I (10x)

1957/58, 1964/65, 1967/68, 1968/69, 1969/70, 1970/71, 1974/75, 1975/76, 1976/77, 1981/82
- UEFA Europa League (5x)

2013/14, 2014/15, 2015/16, 2016/17, 2019/20
- Europacup II (2x)

1962/63, 1977/78
- UEFA Cup (5x)

1971/72, 1979/80, 1980/81, 1982/83, 2008/09
- UEFA Intertoto Cup (1x)

2005

## Clubcultuur

### Supporters

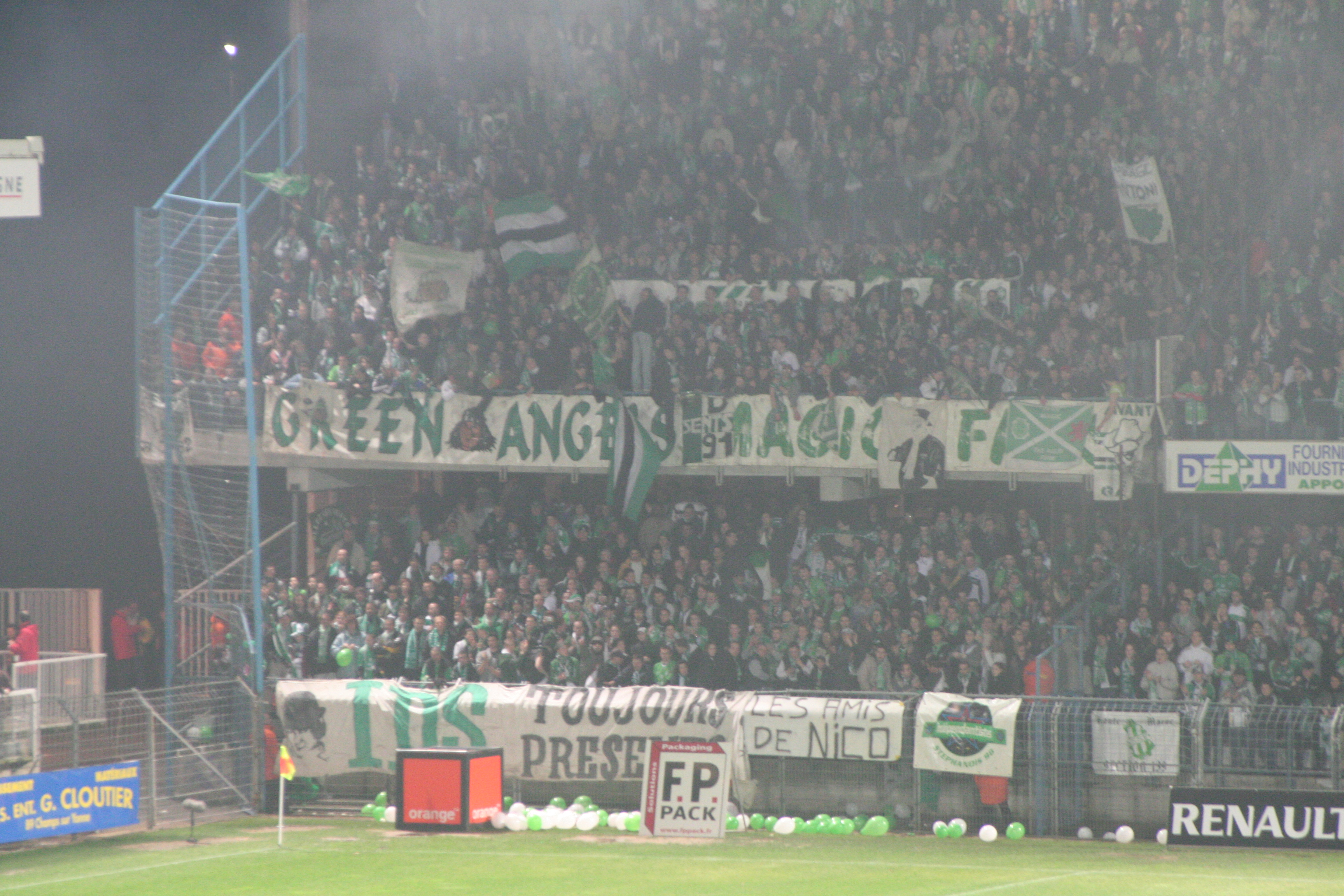
Tijdens de uitwedstrijd bij Auxerre.

AS Saint-Étienne staat er om bekend enkele fanatieke supporterskernen te hebben. De club maakt een groot deel uit van de lokale cultuur en beïnvloedt het leven van veel huishoudens in Frankrijk. Het waren de arbeiders die in de jaren '60 en '70 de club groot maakten. De arbeidersclub van voorheen geniet tegenwoordig bekendheid als een van de grootste Franse volksclub met de Kop Stéphanois als bloedfanatieke aanhang. Het Stade Geoffroy-Guichard verandert dan ook met regelmaat in De groene heksenketel, waardoor de bezoekende club door de intimidatie onder grote druk gezet wordt en de thuisclub een overwinning of een gelijkspel uit het vuur kan slepen.

### Rivalen
De grote aartsrivaal van AS Saint-Étienne is Olympique Lyonnais. Wedstrijden tussen beide clubs staan bekend als de Derby du Rhône en geldt als een van de interessantste derby's van Frankrijk. Dat komt grotendeels door de achtergrond van de wedstrijd en clubs. Beiden komen uit de regio Auvergne-Rhône-Alpes en kennen een grote populariteit. Door deze rivaliteit zijn er in het verleden vaak rellen geweest.

## Bekende (oud-)Les Verts

### Spelers
- Pierre-Emerick Aubameyang
- Laurent Blanc
- Mathieu Bodmer
- Yohan Cabaye
- Grégory Coupet
- Mathieu Debuchy
- Bafétimbi Gomis
- Josuha Guilavogui
- Jérémie Janot
- Yann M'Vila
- Blaise Matuidi
- Roger Milla
- Kevin Mirallas
- Dimitri Payet
- Loïc Perrin
- Michel Platini
- Hélder Postiga
- Johnny Rep
- Kees Rijvers
- Stéphane Ruffier
- Willy Sagnol
- Allan Saint-Maximin
- William Saliba
- Oussama Tannane
- Rob Witschge
- Kurt Zouma

### Trainers
- Frédéric Antonetti
- Christophe Galtier
- Rudi García
- Alain Perrin
- Claude Puel
- John Toshack

1 Maubleu ·
3 Nadé ·
4 Ekwah ·
5 Abdelhamid ·
6 Bouchouari ·
7 Monconduit ·
8 Appiah ·
9 Sissoko ·
10 Tardieu ·
11 Old ·
14 Mouton ·
16 Fall ·
17 Cornud ·
18 Cafaro ·
19 Pétrot ·
20 Boakye ·
21 Batubinsika ·
22 Davitasjvili ·
23 Briançon  ·
25 Wadji ·
26 Fomba ·
27 Maçon ·
28 Miladinović ·
29 Moueffek ·
30 Larsonneur ·
32 Stassin ·
Coach: Dall'Oglio
Angers ·
Auxerre ·
Stade Brestois ·
Le Havre ·
Lens ·
Lille · 
Olympique Lyonnais · 
Olympique de Marseille · 
 Monaco · 
Montpellier · 
Nantes · 
Nice · 
PSG · 
Stade de Reims ·
Stade Rennais · 
Saint-Étienne ·
Strasbourg ·
Toulouse